# 77 헌장
77 헌장(77 憲章, 체코어·슬로바키아어: Charta 77)은 공산주의 정권 시절 체코슬로바키아에서 일어난 반체제 운동을 상징하는 문서로, 헌장의 발기인은 바츨라프 하벨, 얀 파토츠카, 즈데네크 믈리나르시, 이르시 하예크, 파벨 코호우트이다.
77 헌장은 체코슬로바키아 정부가 헬싱키 협정의 인권 조항을 준수할 것을 촉구하는 내용을 골자로 하고 있으며 총 243명이 이 헌장에 서명했다. 체코슬로바키아 정부와 의회가 헌장 원문을 압수했음에도 불구하고 지하 출판을 통해 헌장 복사본이 비밀리에 전해졌고 1977년 1월 7일 르 몽드, 프랑크푸르터 알게마이네 차이퉁, 타임스, 뉴욕 타임스 등 서방 신문에 실리기에 이른다.

## 같이 보기
- 08 헌장 (중국)